# يوم الفضاض
يوم الفضاض وهو يوم من أيام العرب بين قبيلة صاهلة من هذيل وقبيلة فهم في مكان يسمى الفضاض شمال المنطقة المعروفة اليوم بـ مركز جذم قال أبو عبيدة البكري «الفضاض بفتح أوّله وبضاد معجمة أيضا في آخره موضع».

## خبر اليوم
روى أبو سعيد السكري خبر اليوم في كتابه وفيها ان بني صاهلة من هذيل خرجوا يريدون فهم فهربت منهم فهم وهرب سيد فهم أبو عامر بن أبي الأخنس الفهمي فالتمسوهم في ديارهم نواحي الفضاض قرب جذم فوجدوهم قد هربوا فرجعوا ولم يصيبوا في تلك الغزوة شيئا وقال قيس بن العيزارة الهذلي:
فأجابه أبو عامر بن أبي الاخنس الفهمي قائلا:
وذكر الخبر أبو عبيدة الأندلسي مختصرا في ذكر وادي السفير فقال:
| يوم الفضاض | السّفير بفتح أوّله، على بناء فعيل. وقد زرى أيضا بالشين معجمة: موضع في ديار فهم. قال قيس بن خويلد الصّاهلىّ، وكانوا قد خرجوا يريدون فهما، فهربت منهم فهم، فرجعت بنو صاهلة ولم يصيبوا شيئا، فقال قيس يخاطب ابن الأخنس سيّد فهم - وأورد قصيدته - | يوم الفضاض |

## المواضع المذكورة
- الخوانق - قال أبو عبيدة البكري «الخوانق بفتح أوله وثانيه وبالنون والقاف على وزن فواعل بلد في ديار فهم».[4]
- السفير - قال أبو عبيدة البكري «السفير بفتح أوّله على بناء فعيل وقد زرى أيضا بالشين معجمة موضع في ديار فهم».[5]
- الفضاض - قال أبو عبيدة البكري «الفضاض بفتح أوّله، وبضاد معجمة أيضا في آخره موضع».[1]
- وادي تبشع - قال أبو عبيدة البكري «تبشع بفتح أوّله وبالشين المعجمة المفتوحة والعين المهملة بلد في ديار فهم مذكور في رسم السّفير».[6]
- ينجا - قال أبو سعيد السكري «ينجا وادي ويقال بلد».[2]